# Нусупова, Жумагуль Балтабаевна
Жумагуль Балтабаевна  Нусупова (17 мая 1931, село Кызыл-Аскер, затем Фрунзе, Киргизская АССР, РСФСР — 28 ноября 2015, Бишкек, Кыргызстан) —  советский киргизский государственный деятель, министр культуры Киргизской ССР (1980—1985).

## Биография
Родилась 17 мая 1931 года в селе Кызыл-Аскер (ныне в черте города Бишкек) Киргизской ССР.
Окончила Киргизское женское педагогическое училище по специальности «русский язык и литература», в 1953 году — Киргизский женский педагогический институт.
Трудовую деятельность начала пионервожатым в школе № 11. Затем была переведена на должность инструктора районного комитета комсомола, вторым секретарём Первомайского районного комитета ВЛКСМ. Далее была назначена секретарем Фрунзенского городского комитета комсомола; три года являлся секретарем Таласского областного комитета комсомола (до 1957 года).
- 1957—1960 гг. — секретарь ЦК ЛКСМ Киргизской ССР,
- 1960—1961 гг. — секретарь по идеологии Фрунзенского горкома КПСС,
- 1961—1970 гг. — первый секретарь Первомайского районного комитета КПСС,
- 1970—1980 гг. — заведующая отделом культуры ЦК КП Киргизской ССР,
- 1980—1985 гг. — министр культуры Киргизской ССР,
- 1985—2008 гг. — директор Государственного мемориального музея М. В. Фрунзе.

С 2008 года была советником-консультантом Музея имени Фрунзе.
Депутат Верховного Совета Киргизской ССР 6-10 созывов.
Умерла 28 ноября 2015 года в Бишкеке, Киргизия.

## Награды и звания
- Была награждена орденом Трудового Красного Знамени, двумя орденами «Знак Почёта».
- Заслуженный деятель культуры Кыргызской Республики.
- Почётная грамота Кыргызской Республики (31 октября 1995 года)[2].